# 129. pehotni polk (Italija)
129. pehotni polk Perugia (izvirno italijansko 129º Reggimento fanteria) je bil pehotni polk Kraljeve italijanske kopenske vojske.

## Zgodovina
Med prvo svetovno vojno je bil polk nastanjen na soški fronti in med drugo svetovno vojno v Jugoslaviji in Albaniji.